# Сольо
Со̀льо (на италиански: Soglio; на пиемонтски: Seuri, Сеури) е село и община в Северна Италия, провинция Асти, регион Пиемонт. Разположено е на 223 m надморска височина. Населението на общината е 151 души (към 2014 г.).